# Palacio de Vistalegre
El Palacio de Vistalegre (Palau de Vistalegre en català) és un pavelló multiús del barri de Carabanchel, a la ciutat de Madrid. Es va construir sobre una antiga plaça de toros coneguda com la chata, i la funció inicial del nou pavelló inaugurat el 2000 era també acollir curses de braus. Té una capacitat per a 15.000 persones, amb tot el pavelló cobert i climatitzat. A part de la seva funció original, el palau acull també actuacions musicals i esdeveniments esportius. Entre el 2002 i el 2005, el Club Baloncesto Estudiantes hi jugava els seus partits com a local i fins al 2010 hi jugava la secció de bàsquet del Reial Madrid.